# Nobutake Kondo
Nobutake Kondo (近藤 信竹,  Kondō Nobutake), japonski admiral, * 25. september 1886, Osaka, † 19. februar 1953.
Kondo je 15. novembra 1933 napredoval v čin kontraadmirala. Pred tem je bil od 1929 do 1930 poveljnik križarke Kako in od 1932 do 1933 oklepnice Kongo.
Admiral Kondo je v 2. svetovni vojni kot komandant raznih vojnih formacij sodeloval v več pomorskih bitkah. 10. decembra 1941 je vodil japonski napad na britanski bojni ladji Repulse in Prince of Wales, ki sta bili tega dne potopljeni pri Malajskem polotoku nasproti mesta Kautan v Južno Kitajskem morju (koordinate potopitve: 3º33'36 N, 104º28'42 E). Leta 1942 pa je sodeloval v bitkah pri Midwayju (7. 6. 1942), Salomonskih otokih (23. do 25. 8. 1942), otoku Santa Cruz (26. 10. 1942) ter novembra v bitki pri Guadalcanalu.

## Napredovanja
- 25. december 1908, mornariški podporočnik Shoi)
- 1. december 1910, poročnik korvete (Chui)
- 1. december 1913, poročnik fregate (Taii)
- 1. december 1919, kapitan korvete (Shosa)
- 1. december 1923, kapitan fregate (Chusa)
- 1. december 1927, kapitan bojne ladje (Taisa)
- 15. november 1933, kontraadmiral (Shosho)
- 1. december 1937, viceadmiral (Chujo)
- 29. april 1943, admiral (Taisho)